# Frucourt
Frucourt ist eine nordfranzösische Gemeinde mit 119 Einwohnern (Stand 1. Januar 2022) im Département Somme in der Region Hauts-de-France. Die Gemeinde liegt im Arrondissement Abbeville und ist Teil der Communauté d’agglomération de la Baie de Somme und des Kantons Gamaches.

## Geographie
Die Gemeinde liegt rund sechs Kilometer nordnordöstlich von Oisemont und sieben Kilometer westlich von Hallencourt. Das Gemeindegebiet liegt im Regionalen Naturpark Baie de Somme Picardie Maritime.

## Einwohner
| 1962 | 1968 | 1975 | 1982 | 1990 | 1999 | 2006 | 2011 |
| ---- | ---- | ---- | ---- | ---- | ---- | ---- | ---- |
| 163  | 155  | 165  | 162  | 142  | 121  | 133  | 140  |

## Sehenswürdigkeiten
- 2004 renovierte Mühle an der Straße nach Oisemont aus dem Jahr 1641, 1931 als Monument historique eingetragen (Base Mérimée PA00116167)[1]
- Schloss aus dem 17. und 18. Jahrhundert mit Park und Taubenhaus, seit 1980 als Monument historique klassifiziert bzw. eingetragen (Base Mérimée PA00116166)[2]
- Kirche Saint-Martin
- Kriegerdenkmal

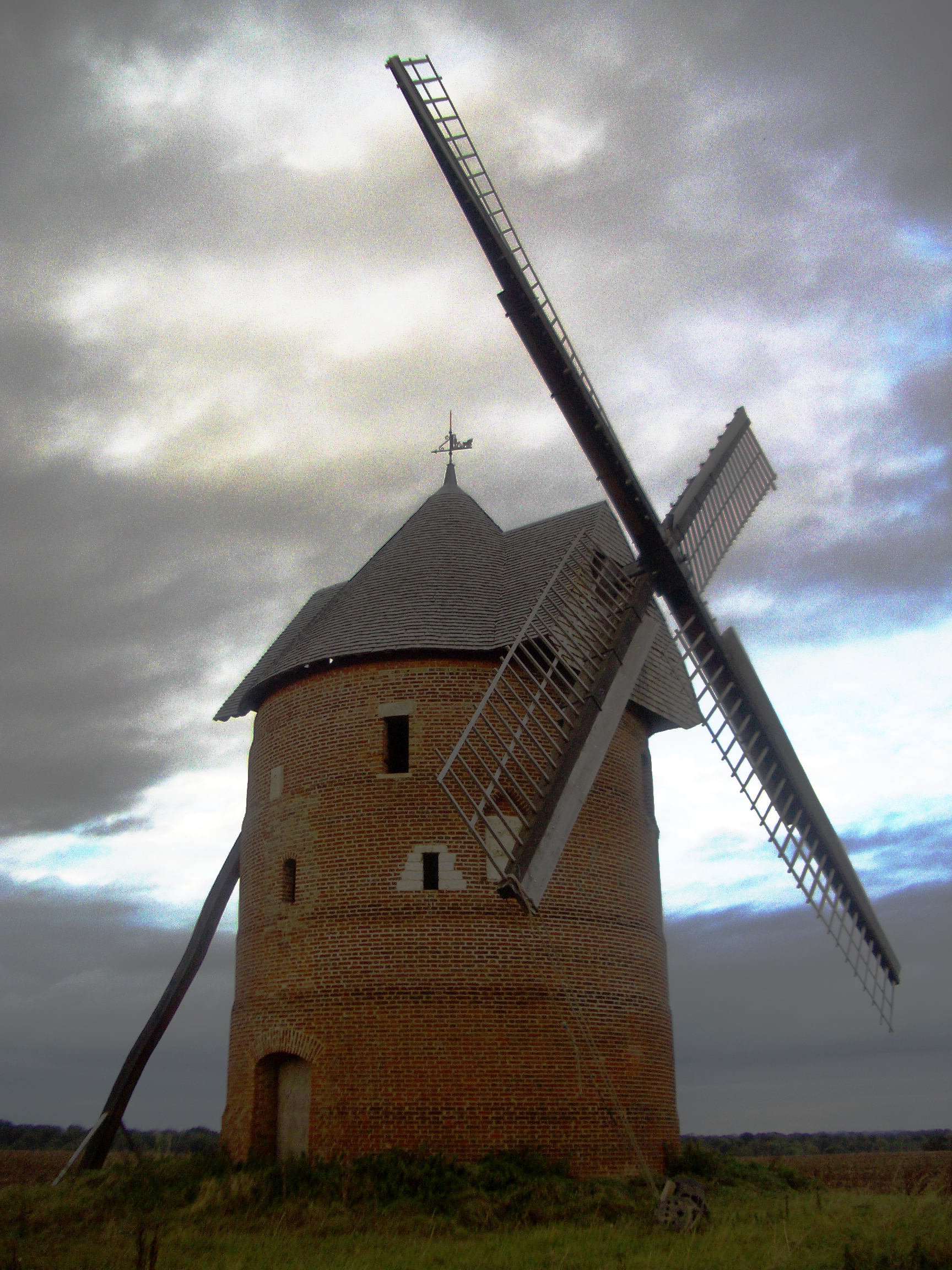
Restaurierte Mühle
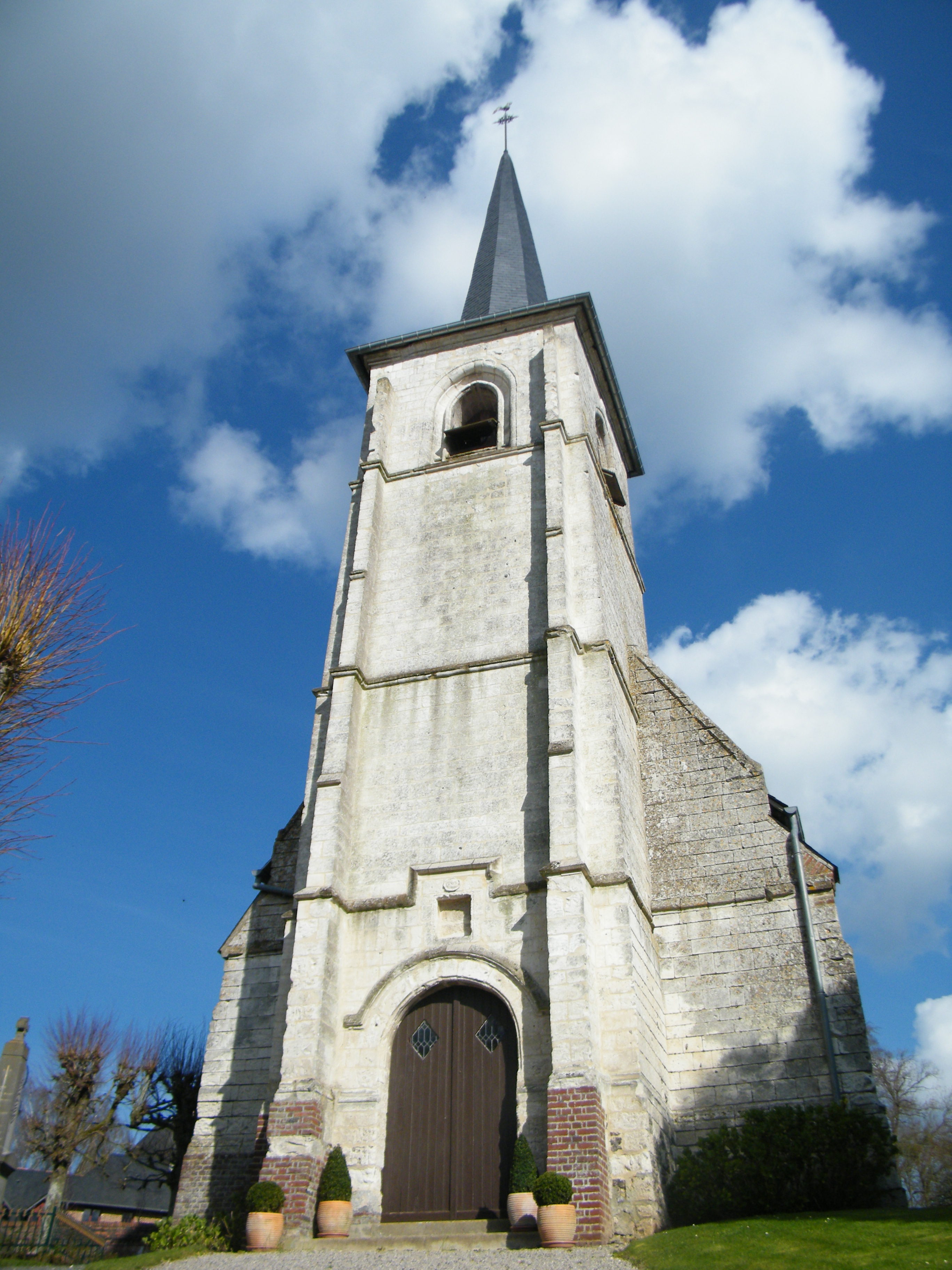
Turm der Kirche Saint-Martin
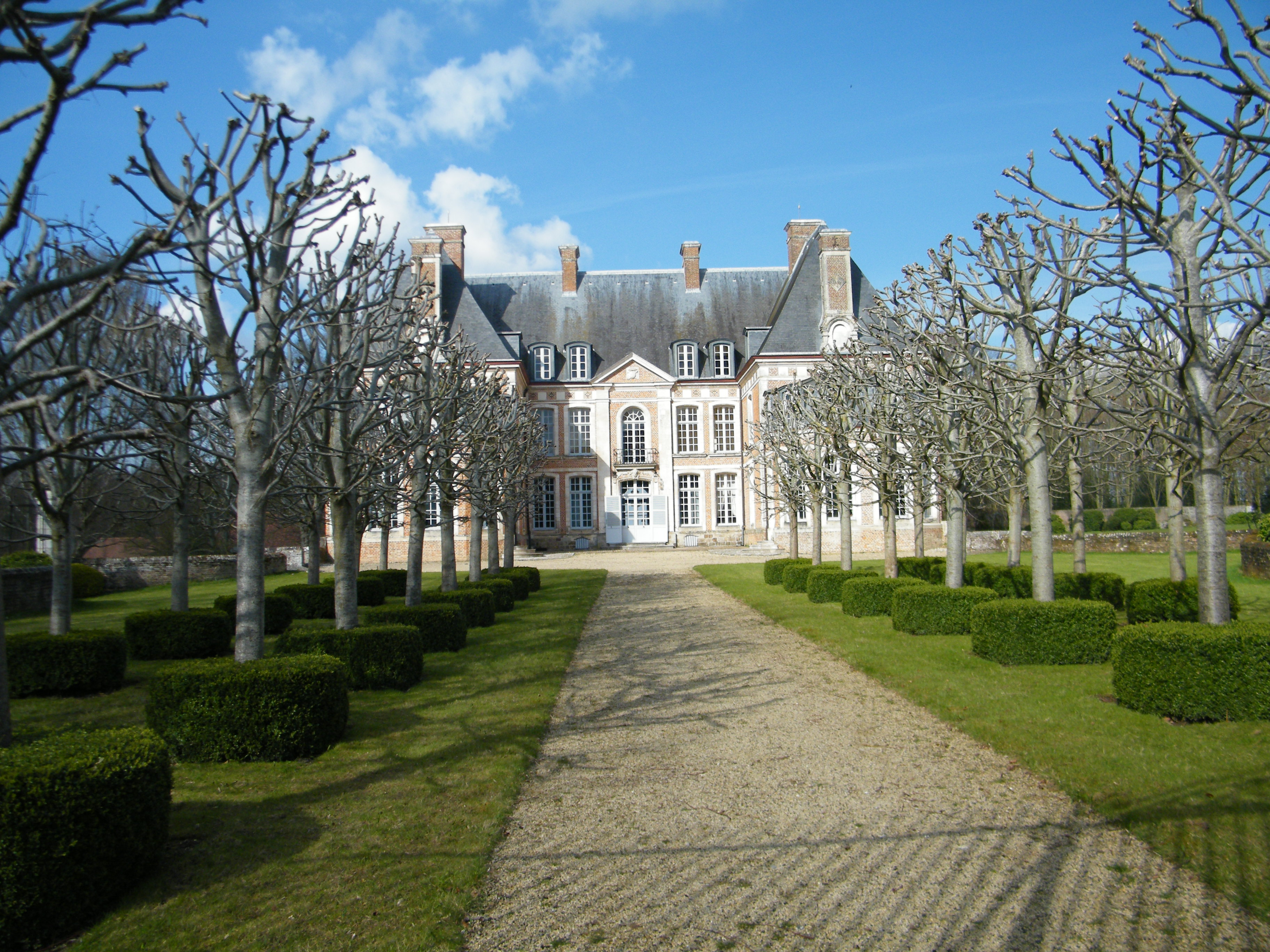
Schloss mit Park
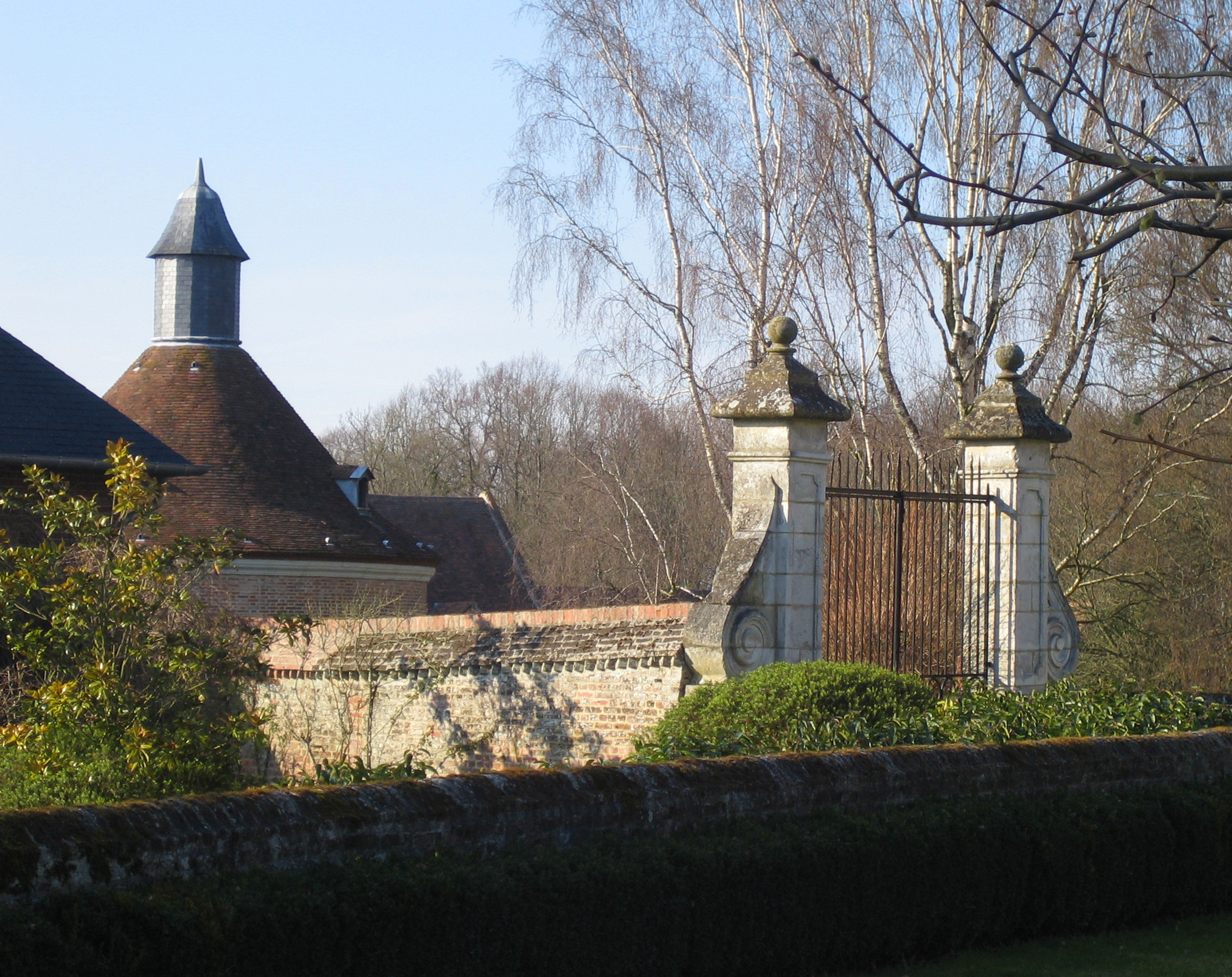
Seiteneinfahrt zum Schloss mit Taubenhaus